# Palazzo Prosperi-Sacrati
Lampeggia, palazzo spirtal de'dïamanti,
e tu, fatta ad accôrre sol poeti e duchesse,
 o porta de' Sacrati, sorridi nel florido arco!— Giosuè Carducci, à cidade de Ferrara

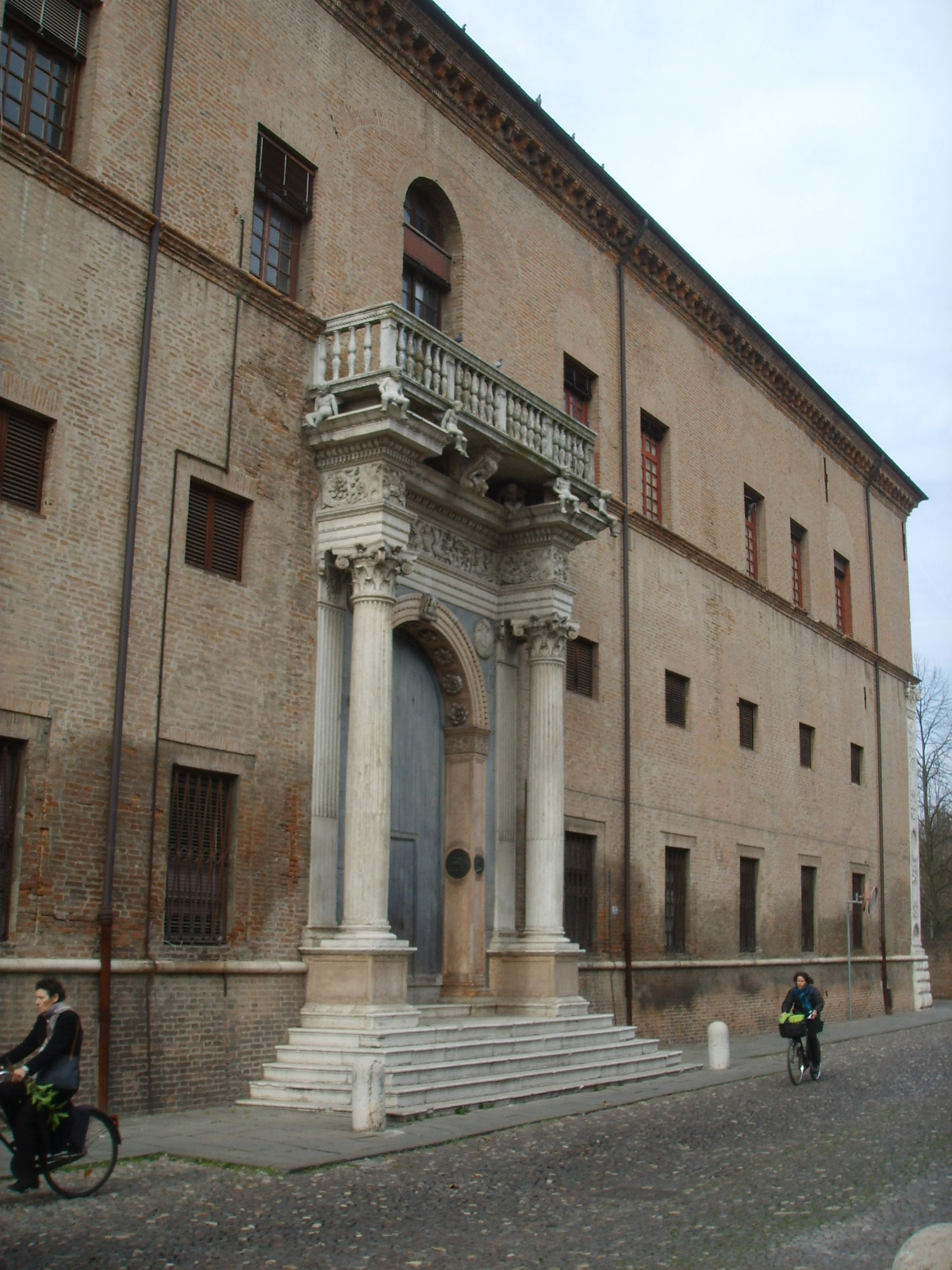
Vista parcial da fachada e portal do Palazzo Prosperi-Sacrati.

O Palazzo Prosperi-Sacrati é um célebre edifício da cidade de Ferrara situado ao lado do Palazzo dei Diamanti, na zona renascentista conhecida como Addizione Erculea.

## História

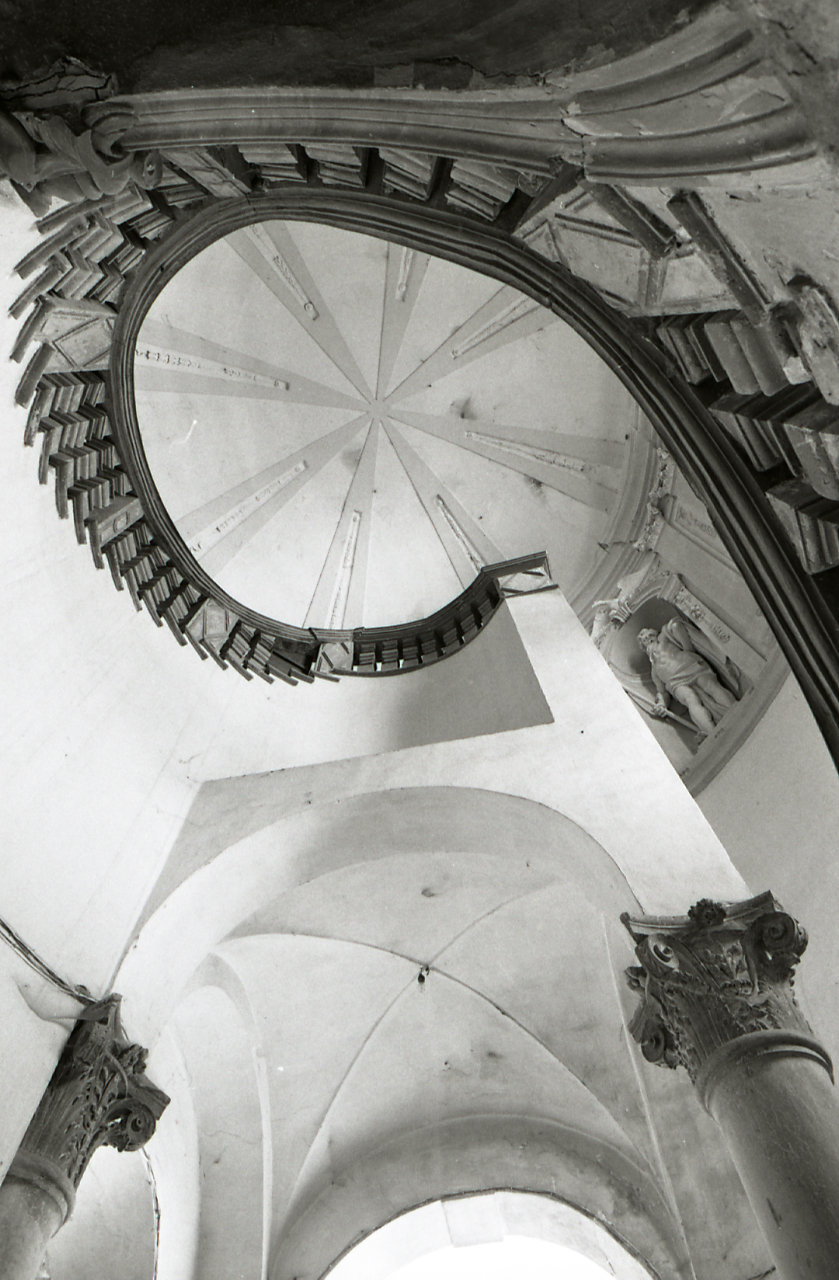
Interior. Foto de Paolo Monti, 1981.

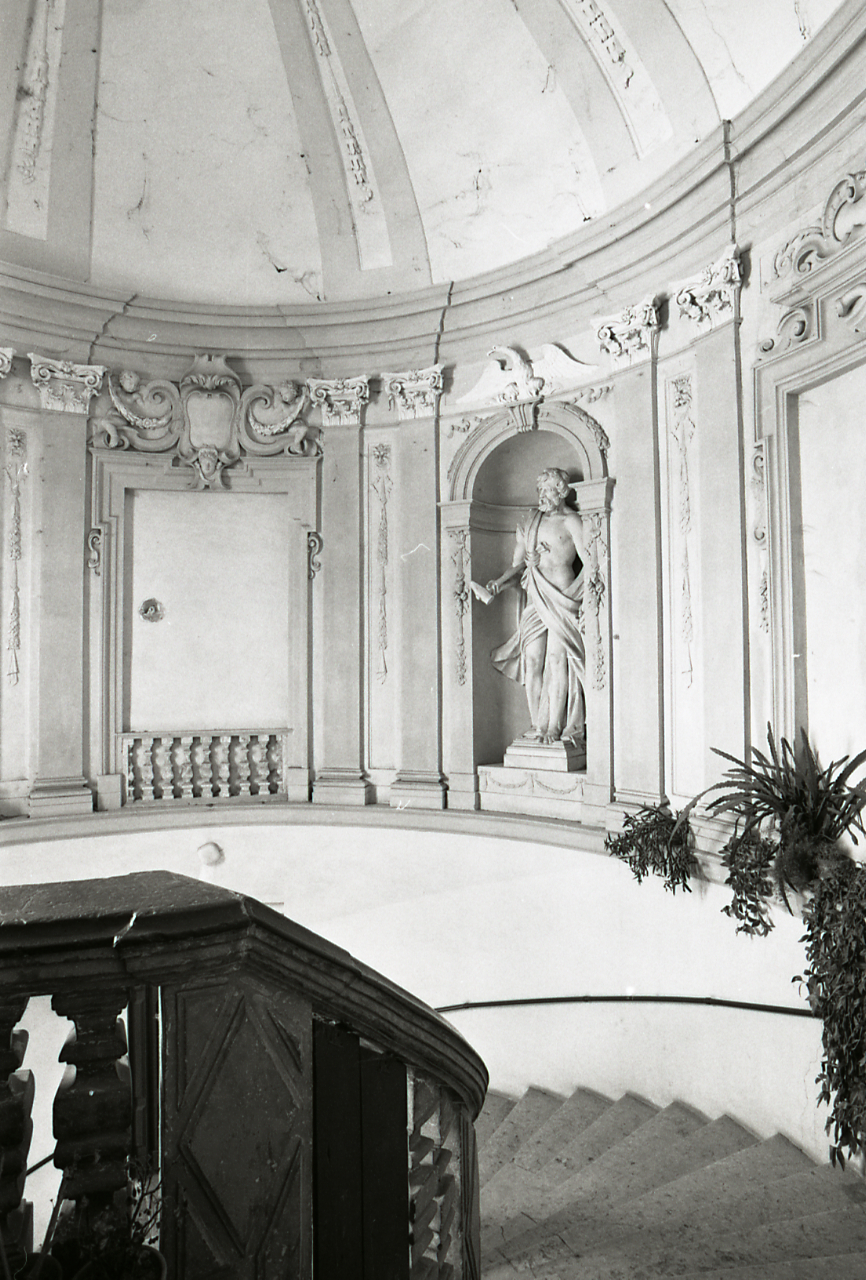
Detalhes da escada. Foto de Paolo Monti, 1981.

O edifício é pouco mais antigo que o Palazzo dei Diamanti, o que faz dele o palácio mais antigo da Addizione Erculea. Foi mandado construir pelo médico pessoal de Ercole I d'Este, Francesco da Castello, sendo concluído entre 1513e 1514.
No século XIX sofreu modificações como, por exemplo, o acrescento duma varanda no Quadrivio degli Angeli.
Os proprietários do palácio foram por muito tempo as nobres famílias dos Prosperi e dos Sacrati, até que foi vendido ao Estado, que o utilizou (com alguma crítica) como alojamento de algumas famílias de militares.
A partir de 1997 o palácio foi cedido ao Ministério da Defesa na Comuna de Ferrara mas o processo ainda não está concluído.
Os projectos futuros veêm-no utilizado como percurso museológico integrante da Pinacoteca Nacional de Ferrara.

## Descrição
O palácio é decididamente mais despido e menos vistoso que o vizinho Palazzo dei Diamanti, mas não deixou de surpreender personalidades célebres como, por exemplo, Giosuè Carducci. Construído no típico estilo renascentista ferrarense, apresenta uma pilastra de esquina e uma varanda de mármore branco dignas de nota. No entanto, a sua característica mais famosa é o portal monumental em estilo veneziano voltado para o Corso Ercole I d'Este, frequentemente fotografado pelos turistas; o portal é encimado por uma varanda de mármore branco apoiado por putti sentados sobre o entablamento.
Sobre a entrada estão presentes dois medalhões, num dos quais é visível o busto de Hércules com a pele do Leão da Nemeia colocada, clara referência ao promotor do edifício, Ercole I d'Este.
No Renascimento, e também durante todo o século XVII, o palácio possuia um grande brolo (jardim renascentista) na parte traseira, zona que actualmente hospeda o Laboratório Didático de Arquelogia Nereo Alfieri (Laboratorio Didattico di Archeologia Nereo Alfieri), gerido pela Arch'è, a associação cultural que tem sede nos locais do Liceu Clássico Ludovico Ariosto (Liceo Classico Ludovico Ariosto) e que se ocupa da tutela e conservação do património cultural.